# Berck
 Berck  es una población y comuna francesa, situada en la región de Norte-Paso de Calais, departamento de Paso de Calais, en el distrito de Montreuil y cantón de Berck.

## Demografía
| 984                       | 1 041 | 1 212 | 1 379 | 1 842 | 1 706 | 2 100 | 2 216 | 2 399 | 2 703 | 3 293 | 4 228 | 4 373 | 4 590 | 5 187 | 5 752 | 7 039 | 7 799 | 9 636 | 11 597 | 12 674 | 13 980 | 16 433 | 16 700 | 11 529 | 14 285 | 12 877 | 13 690 | 14 420 | 14 060 | 14 167 | 14 378 | 15 341 |
| (Fuente: INSEE y Cassini) |       |       |       |       |       |       |       |       |       |       |       |       |       |       |       |       |       |       |        |        |        |        |        |        |        |        |        |        |        |        |        |        |